# Robin Grossmann
Robin Grossmann (Dintikon, 17 agosto 1987) è un hockeista su ghiaccio svizzero.

## Palmarès

### Mondiali
- 1 medaglia:
  - 1 argento (Svezia/Finlandia 2013)